# What You Never Know
«What You Never Know» (en español: "Lo que nunca sabrás") es una canción de género pop, escrita por Stephen Sondheim, que fue lanzada en 2003 por Sarah Brightman, como tercer sencillo de su álbum Harem. También se grabó una versión en francés de esta, titulada "Tout ce que je sais", que está disponible en la versión canadiense del álbum.

## Lista de canciones

### Sencillo original
1. "What You Never Know" (Hot AC Mix)
2. "Tout ce que je sais" (Hot AC Mix)

### Sencillo promocional
1. "What You Never Know" (AC Mix) (Versión original)
2. "What You Never Know" (Hot AC Mix)
3. "Tout ce que je sais" (AC Mix) (a.k.a. Versión original)
4. "Tout ce que je sais" (Hot AC Mix)